# Amyloxenasma
Amyloxenasma es un género de fungi perteneciente a la familia Amylocorticiaceae. El género tiene una distribución extensa y cuenta con 5 especies.